# Сент-Ив (роман)
«Сент-Ив» (англ. St. Ives) — приключенческий роман британского писателя Роберта Льюиса Стивенсона, законченный и опубликованный после его смерти, в 1898 году.

## Сюжет
Действие романа происходит в Великобритании в 1813 году. Главный герой — солдат наполеоновской армии, оказавшийся в британском плену и совершающий побег из Эдинбургского замка. Существует предположение, что интерес к этой теме возник у Стивенсона благодаря мемуарам генерала Марбо — прототипа бригадира Жерара у Артура Конан Дойла.

## Создание и оценки
Стивенсон работал над «Сент-Ивом» в последние годы жизни, на острове Уполу в Тихом океане. В это время он был серьёзно болен, и временами ему даже запрещалось говорить, так что целые главы романа были надиктованы с помощью азбуки глухонемых. Параллельно писатель работал над ещё одной большой книгой — «Уир Гермистон», причём по мере продвижения терял интерес к «Сент-Иву». Из-за скоропостижной смерти Стивенсона в конце 1894 года оба романа остались незаконченными.
Позже семья писателя попросила Артура Конан Дойла закончить «Сент-Ива». Тот отказался, так как счёл себя неспособным выполнить задачу на должном уровне. В итоге роман дописал Артур Квиллер-Куч. «Сент-Ив» был опубликован в 1898 году.
Роман стал литературной основой для двух художественных фильмов — «Секрет Сент-Ива» (1949 год) и «Сент-Ив» (1998 год). В 1955 году вышел телевизионный мини-сериал «Сент-Ив».